# Felirati Párt
A Felirati Párt az 1861-es magyarországi országgyűlésen Deák Ferenc vezetésével létrejött politikai csoportosulás, amely a tanácskozás eredményének kifejezésére a hagyományos, uralkodóhoz intézett felirat mellett érvelt.

## A felirat fogalma
A felirat a 19. századi magyar jogban általában felsőbb hatóságokhoz intézett írásbeli előterjesztést jelentett. Az országgyűlés a királlyal felirat alakjában érintkezett és a trónbeszédekre való esetleges válasz is felirati formában történt. Nevezetesek az 1861. és 1865. évi felirati viták, amelyekben Deák Ferenc játszott vezető szerepet. Felirati jog illette meg továbbá  a törvényhatóságokat a kormányrendeletekkel szemben. Az ilyen feliratnak a rendelet végrehajtására rendszerint halasztó hatálya volt, azonban a felirat ellenére fenntartott rendeleteket végre kellett hajtani. A feliratok  a törvényhatóságok politikai hatáskörének is eszköze a volt; a célszerűtlennek tartott kormányrendeletek visszavonásának vagy kiigazításának kezdeményezésére szolgált. 

## Előzmények
Az 1859-es Piemont elleni vereség után Ferenc József számára világossá vált a  Habsburg Birodalom modernizálásának szükségessége. Ennek jegyében került sor Alexander von Bach birodalmi belügyminiszter menesztésére. 1860 októberében az uralkodó kiadta az abszolutisztikus, föderalisztikus és alkotmányos elemeket ötvöző Októberi Diplomát, majd 1861 februárjában a centralisztikus Februári Pátenst. A császár e dokumentumok elfogadtatása érdekében 1861. április 6-ára Budára összehívta az országgyűlést.

## Az 1861-es országgyűlés

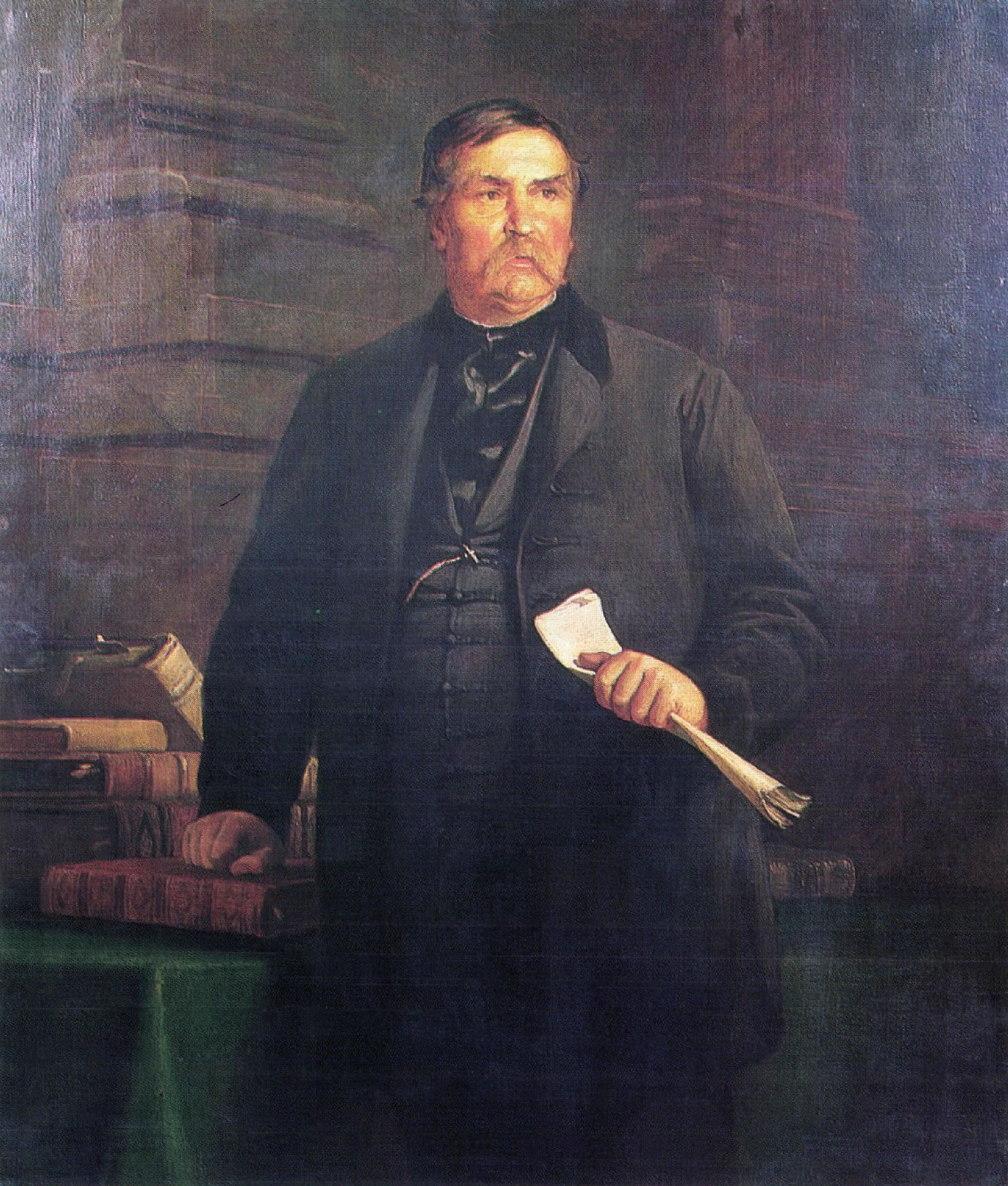
Deák Ferenc (1869), a felirati párt vezetője

Az országgyűlés mindkét dokumentumot egységesen elutasította. Tagjai között ugyanakkor vita alakult ki arról a kérdésről, hogy az uralkodónak szánt választ a hagyományos felirati formában véglegesítsék, vagy - arra való hivatkozással, hogy az ország törvényei szerint Ferenc József hivatalosan nem Magyarország királya - ünnepélyes határozat meghozatala után az országgyűlés mondja ki a maga feloszlatását. Az előbbi nézetet a Deák Ferenc vezette Felirati Párt, míg az utóbbit a Teleki László vezette Határozati Párt képviselte.
A Ferenc Józsefnek adandó válaszról tartott vita előestéjén Teleki öngyilkosságot követett el, így az aznapi ülést elnapolták. A megismételt ülésen Deák mint Pest belvárosának követe, egész tekintélyével a felirat mellett nyilatkozott. Felirati beszéde és javaslata, az egyik leghatalmasabb alkotása, 1861. május 13-án hangzott el. E hatására végül 155-152-es szavazati aránnyal a felirat mellett döntött az országgyűlés.
Ugyanakkor még Deák mérsékletessége sem tudott igazi eredményt elérni, mert Anton von Schmerling Bécsben a feliratot elfogadhatatlannak találta és az ország jogait erősen korlátozó királyi leiratot próbált keresztülvinni július 21-én. Erre az országgyűlés Deák vezetésével augusztus 8-án új felirattal válaszolt, melyet egyhangúlag fogadtak el. Az uralkodó ezek hatására feloszlatta az országgyűlést és 1865-ig nem is hívta össze - kezdetét vette a birodalmi kancellárrá kinevezett Schmerling nevével fémjelzett provizórium.

## Országgyűlési választási eredményei
| Választások | Szavazatok száma | Szavazatok aránya | Mandátumok száma | Mandátumok aránya | Parlamenti szerepe |
| ----------- | ---------------- | ----------------- | ---------------- | ----------------- | ------------------ |
| 1861-es     | ?                | ?                 | 250              | 58%               | kormánypárt        |